# Arsen Harutyunyan (lutte)
 (mai 2019).
Si vous disposez d'ouvrages ou d'articles de référence ou si vous connaissez des sites web de qualité traitant du thème abordé ici, merci de compléter l'article en donnant les références utiles à sa vérifiabilité et en les liant à la section « Notes et références ».
Pour les articles homonymes, voir Arsen Harutyunyan et Harutyunyan.
Ne doit pas être confondu avec Arsen Harutyunyan (ski).
Arsen Kareni Harutyunyan (en arménien : Արսեն Կարենի Հարությունյան ; en russe : Арсен Каренович Арутюнян, Arsen Karenovič Arutjunjan ; né le 22 novembre 1999 à Masis) est un lutteur libre arménien.

## Carrière
Il est sacré champion d’Europe en 2019, en 2022 et en en 2023 dans la catégorie des moins de 61 kg ; il se contente du bronze aux Championnats d'Europe de lutte 2020. Il est aussi médaillé de bronze aux Championnats du monde de lutte 2021 et aux Championnats du monde de lutte 2022.